# Liston Glacier
Liston Glacier är en glaciär i Antarktis. Den ligger i Östantarktis. Nya Zeeland gör anspråk på området. Liston Glacier ligger 1 749 meter över havet.
Terrängen runt Liston Glacier är varierad. Liston Glacier ligger uppe på en höjd. Trakten är obefolkad. Det finns inga samhällen i närheten.